# غراسييلا بوغران
غراسييلا بوغران (بالبنغالية: গ্রাসিয়েলা বোগ্রান)‏ (19 أكتوبر 1896 — 2000)، معلمة هندوراسية وكاتبة وناشطة في مجال حقوق المرأة، وكانت ابنة تشيلسي بوغران. شاركت في الكفاح من أجل حق المرأة في التصويت، وشاركت في كل من الحركة النقابية والاحتجاجات السياسية. اشتهرت أيضًا كمحررة في المجلة النسوية ألما لاتينا. بعد فوز المرأة بحق التصويت، عُيّنت للعمل في مجلس الوزراء في إدارة التعليم العام.

## حياتها المبكرة
وُلدَت غراسييلا بوغران رودريغيز في 19 أكتوبر 1896 في سان نيكولاس، سانتا باربرا، هندوراس لوالدها بترونا رودريغيز وماركو أنطونيو بوغران. كانت الأكبر من بين ثلاثة أشقاء، ولديها أخت إلفيرا (مواليد 1904) وأخ، نابليون (مواليد 1907). تنحدر عائلتها من (رومان بوغران)، وهو كولونيل فرنسي من بريتاني، وصل إلى هندوراس في أوائل القرن التاسع عشر، ومن خلاله كانت تربطه صلة قرابة بالرئيسين لويس بوغران وفرانسيسكو بوغران.
بعد الانتهاء من تعليمها الابتدائي، تخرجت بوغران من مدرسة إيسكويلا نورمال دي سينوريتاس (مدرسة السيدات العادية) في عام 1914 وبدأت العمل كمدرس. في عام 1916، تزوجت من الشاعر روبين بيرموديز ميزا وأنجبت بعد ذلك ثلاثة أطفال: غراسييلا وروبين وروبرتو. عندما انفصلا، تزوجت مرة أخرى من رجل أعمال من أمريكا الشمالية.

## حياتها المهنية
في عام 1932، أسست بوغران مجلة، ألما لاتينا، والتي أصبحت مجلة نسوية وسياسية وثقافية مؤثرة في جميع أنحاء أمريكا الوسطى. لم تكن معظم النساء في هندوراس في عشرينيات وثلاثينيات القرن الماضي من المؤيدين لمنح المرأة حق التصويت لأنه لم يكن لها أساس تاريخي في الثقافة الهندوراسية، حيث كان يُنظر إلى التبعية الاجتماعية والاقتصادية على أنها صراع طبقي، أو ببساطة مقبولة. تغير هذا في الأربعينيات، عندما رأت بوغران ونساء أخريات أن مزايا التصويت وسيلة لتحقيق المزيد من الحكم الديمقراطي في البلاد.
في عام 1944، اتهمت بوغران بأنها شيوعية من قبل حكومة هندوراس. نظرًا لأنها كانت تعمل كمنظمة عمالية في الجزء الشمالي من البلاد، فقد اشتبهت في قيامها بتدريس العقيدة الشيوعية كوكيل لفيسينتي لومباردو توليدانو، زعيم عمالي مكسيكي ماركسي. خلص سفير الولايات المتحدة في هندوراس، جون دريبر إروين، بعد تحقيق، إلى أنه لا يوجد نشاط شيوعي في البلاد، مشيرًا إلى أن أي شخص يطالب بتحسين ظروف العمل غالبًا ما يُصنف على أنه شيوعي. في نفس العام، قادت هي ورودولفو القس زيلايا، مؤسس الحزب الديمقراطي الثوري في هندوراس، مظاهرة مؤيدة للديمقراطية في سان بيدرو سولا احتجاجًا على اعتقال المواطنين المطالبين بالإطاحة بالرئيس تيبورسيو كاريياس أندينو.
جرى ضمان حق التصويت في هندوراس للنساء المتعلمات في عام 1955 وتمكنت النساء من التصويت في العام التالي لأول مرة. عند انتخاب الرئيس رامون فيليدا موراليس في عام 1957، عُينت بوغران في الحكومة كوكيلة في وزارة التربية والتعليم. في عام 1959، وعينت كسكرتيرة اتحادية للتعليم العام. واصلت بوغران عملها كمعلمة طوال حياتها، وفي عام 1963، من أجل خدمتها كمديرة للمعهد الهندوراسي للثقافة الإسبانية (المعهد الهندوراسي للثقافة الإسبانية)، تم انتخابها في معهد الثقافة الإسبانية [بالإسبانية] في مدريد.

## الموت والإرث
توفيت بوغران عام 2000 في سان بيدرو سولا بهندوراس. تُذكر كواحدة من نشطاء حقوق المرأة البارزين في عصرها. منذ عام 1998، تحمل دار الثقافة في سان نيكولاس اسمها، كما تفعل العديد من المرافق التعليمية.